# سزار کوئتو
سزار کوئتو (اسپانیایی: César Cueto‎؛ زادهٔ ۱۶ ژوئن ۱۹۵۲) بازیکن فوتبال اهل پرو بود.
از باشگاه‌هایی که در آن بازی کرده‌است می‌توان به باشگاه فوتبال دپورتیوو پریرا، باشگاه فوتبال اتلتیکو ناسیونال، باشگاه فوتبال آلیانزا لیما، و باشگاه فوتبال دپورتیوو مونیسیپال اشاره کرد.
وی همچنین در تیم ملی فوتبال پرو بازی کرده‌است.